# U-boot

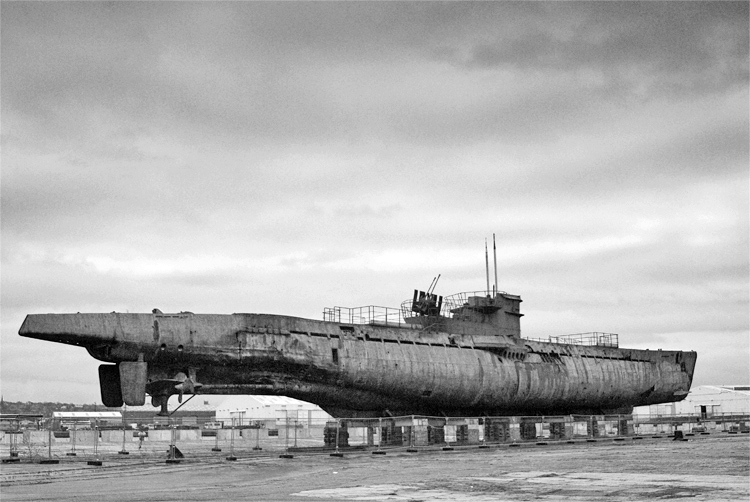
O U-boot alemão U 534 da Segunda Guerra Mundial.

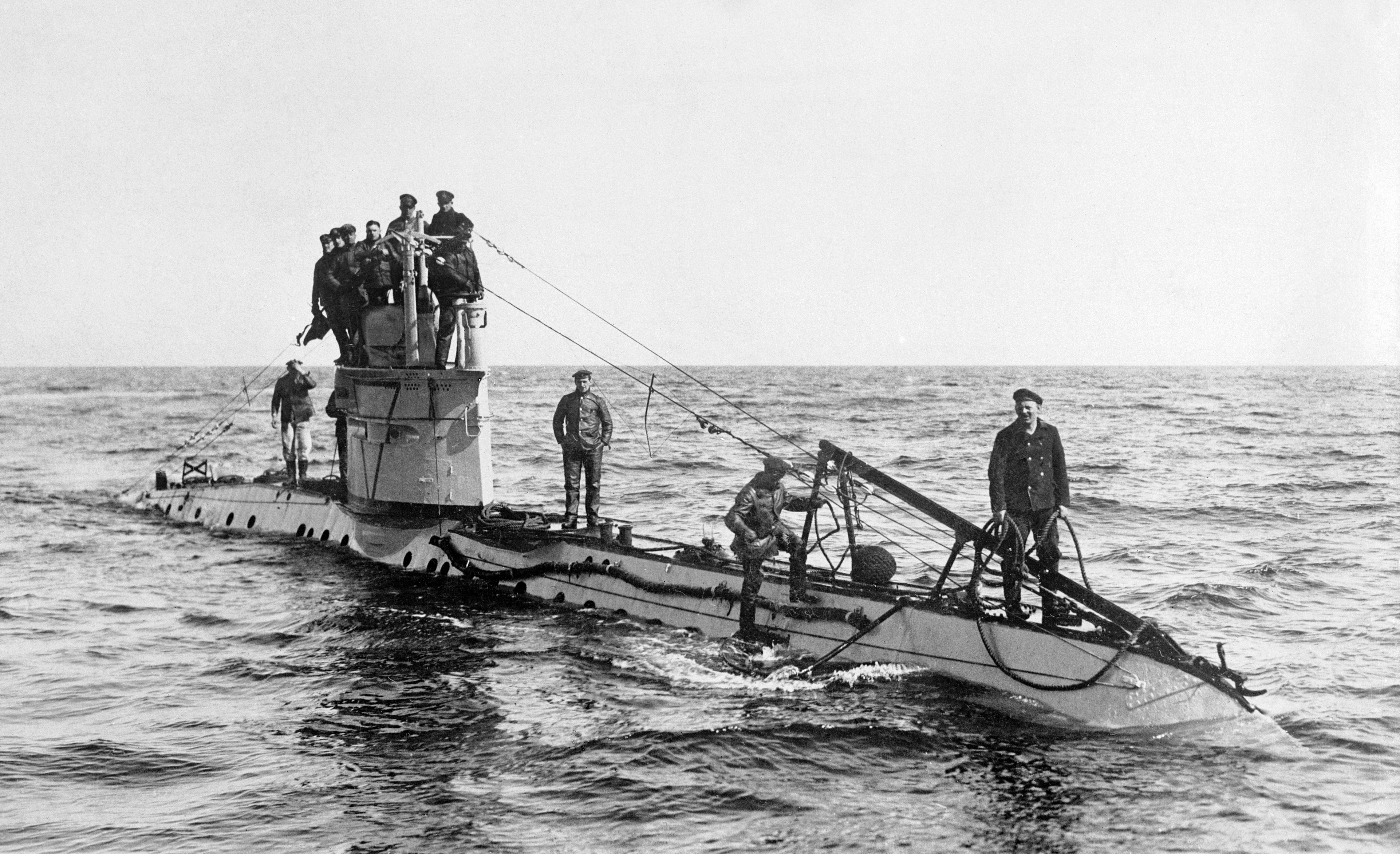
U-Boot SM UC-1 da classe Tipo UC I (Primeira Guerra Mundial).

U-Boot ( ouvir ? · ficheiro) (em alemão: Unterseeboot, literalmente "barco submarino". No inglês também traduzido por vezes como U-boat, e por vezes pluralizado U-boots) é termo que deriva do sistema da Marinha da Alemanha de dar nome aos seus submarinos, com uma letra "U" seguido de um número.
Normalmente, é empregado na língua inglesa para designar qualquer um dos submarinos alemães da Primeira e Segunda Guerra Mundial. Em alemão, este termo é usado para designar qualquer submarino. Os principais alvos das campanhas dos U-Boots em ambas as guerras mundiais eram os navios de carga que transportavam suprimentos e material bélico dos Estados Unidos e Canadá com destino para a Europa.

## Primeira Guerra Mundial

Insígnia de guerra da Kaiserliche Marine (1903-1918).

Em Maio de 1915, o submarino U-20 afundou o RMS Lusitania. Embora tenha havido uma grande revolta por um navio mercante "inocente" ter sido afundado, os historiadores acreditam que o Lusitania transportava 10 toneladas de armas a bordo, tornando-o um alvo válido sob as leis internacionais.[carece de fontes?]
Das 1 195 vidas perdidas, 123 eram civis norte-americanos. O evento fez com que a opinião pública norte-americana contra a Alemanha fosse um fator importante no envolvimento dos Estados Unidos na guerra, ao lado da Tríplice Entente.[carece de fontes?]
Com os Estados Unidos ao lado dos ingleses, a Alemanha anunciou a 31 de Janeiro de 1917, que os seus submarinos atacariam os navios mercantes sem qualquer aviso prévio, dando origem à Primeira Batalha do Atlântico.[carece de fontes?]

## Segunda Guerra Mundial
“As perdas de submarinos foram particularmente elevadas para todas as nações: a Alemanha, que durante toda a guerra, pôs em serviço mais de 1 100 submersíveis, perdeu mais de 800; a Inglaterra perdeu 77 unidades sobre 235; à Itália, 86, em 160; os Estados Unidos, 52 em 290; e o Japão 127 em 190.”

— Mensagem recebida pelo alto-posto alemão no final da guerra[carece de fontes?]

Insígnia de guerra da Kriegsmarine (1935-1945).

Durante a Segunda Guerra Mundial, os submarinos alemães eram o maior componente da Batalha do Atlântico, que durou até à invasão da Europa. Durante as fases iniciais da guerra, e após a entrada dos Estados Unidos na guerra, os submarinos alemães foram extremamente eficazes a destruir navios de carga aliados, aproximando-se da costa atlântica dos Estados Unidos chegando até o Golfo do México. Os avanços nas tácticas dos comboios navais, radar, sonar, cargas de profundidade, a descodificação dos códigos da Enigma e a introdução da escolta aérea diminui a eficácia dos submarinos alemães.

## Estatísticas
- U-Boots em operação na Primeira Guerra Mundial: 375, sendo que 204 foram perdidos entre 1914-1918.[3]
- Submarinos de maior sucesso da Kaiserliche Marine na Primeira Guerra Mundial, em função ao n.º de navios afundados:[4]

| U-Boot  | Navios afundados | Tonelagem afundada | Período de atuação |
| ------- | ---------------- | ------------------ | ------------------ |
| SM U-35 | 226              | 538 497            | 1915 - 1918        |
| SM U-39 | 154              | 406 325            | 1915 - 1918        |
| SM U-38 | 139              | 293 104            | 1915 - 1918        |
| SM U-34 | 119              | 257 652            | 1915 - 1918        |
| SM U-53 | 88               | 224 528            | 1916 - 1918        |

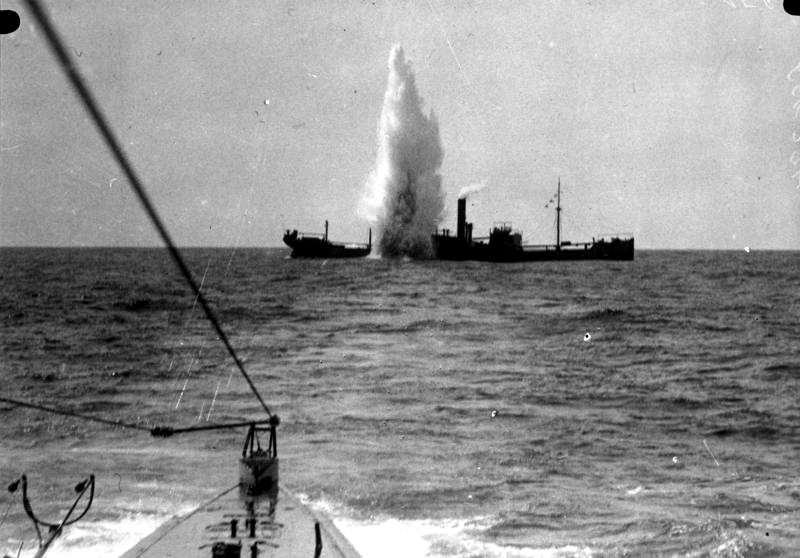
Navio mercante inglês SS Maplewood, sendo torpedeado pelo SM U-35 (7 de abril de 1917).

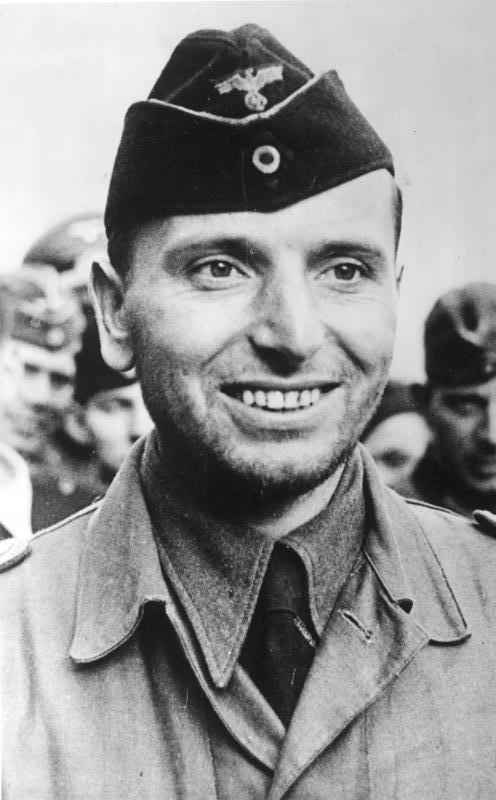
Fregattenkapitän Otto Kretschmer.

- Comandantes de maior sucesso da Kaiserliche Marine na Primeira Guerra Mundial, em função ao nº de navios afundados: [5]

| Comandantes                            | Navios afundados ou capturados | Tonelagem | Navios danificados | Tonelagem |
| -------------------------------------- | ------------------------------ | --------- | ------------------ | --------- |
| Kptlt Lothar von Arnauld de la Perière | 195                            | 455 868   | 8                  | 34 312    |
| Kptlt Walter Forstmann                 | 149                            | 391 607   | 7                  | 30 552    |
| KrvKpt Max Valentiner                  | 144                            | 299 453   | 6                  | 33 151    |
| Kptlt Otto Steinbrinck                 | 206                            | 245 362   | 11                 | 61 519    |
| Kptlt Hans Rose                        | 82                             | 221 106   | 9                  | 45 606    |

- U-Boot em operação na Segunda Guerra mundial: 1 153, sendo que 759 foram perdidos durante o conflito.[6]
- Submarinos de maior sucesso da Kriegsmarine na Segunda Guerra Mundial, em função ao nº de navios afundados.[7]

| U-Boot | Patrulhas | Navios afundados | Tonelagem | Navios danificados | Tonelagem |
| ------ | --------- | ---------------- | --------- | ------------------ | --------- |
| U-48   | 13        | 51               | 306 875   | 3                  | 20 480    |
| U-103  | 11        | 45               | 237 596   | 3                  | 28 158    |
| U-123  | 12        | 42               | 219 924   | 6                  | 53 568    |
| U-124  | 11        | 46               | 219 862   | 4                  | 30 067    |
| U-107  | 14        | 37               | 207 375   | 4                  | 25 638    |

- Comandantes de maior sucesso da Kriegsmarine na Segunda Guerra Mundial, em função ao nº de navios afundados:[8]

| Comandantes          | Patrulhas | Navios afundados | Tonelagem | Navios danificados | Tonelagem |
| -------------------- | --------- | ---------------- | --------- | ------------------ | --------- |
| FKpt Otto Kretschmer | 16        | 46               | 273 043   | 5                  | 37 965    |
| KptzS Wolfgang Lüth  | 16        | 46               | 225 204   | 2                  | 17 343    |
| FKpt Erich Topp      | 13        | 35               | 197 460   | 4                  | 32 317    |
| FKpt Heinrich Liebe  | 9         | 34               | 187 267   | 1                  | 3 670     |
| KptzS Viktor Schütze | 7         | 35               | 180 073   | 2                  | 14 213    |